# Арденхерст
Арденхерст (англ. Ardenhurst) — тауншип в округе Айтаска, Миннесота, США. На 2010 год его население составило 164 человека. Тауншип был назван английским поселенцами в честь древнего леса в Арденах, а «херст» с англосаксонского переводится как лес или лесистый холм.

## География
По данным Бюро переписи населения США площадь тауншипа составляет 90,8 км², из которых 76,3 км² занимает суша, а 14,5 км² — вода (16,00 %). На территории тауншипа находятся озеро Айленд. Арденхерст полностью находится в границах Национального леса Чиппева. Коммерческий центр тауншипа находится в ближайшем городе Нортоме.
Через тауншип проходит  дорога 46 штата Миннесота, проходящая из Морса в Нортом.

## Население
В 2010 году на территории тауншипа проживало 164 человека (из них 51,2 % мужчин и 48,8 % женщин), насчитывалось 76 домашних хозяйств и 56 семей. На территории города было расположено 186 построек со средней плотностью 2,4 построек на один квадратный километр суши. Расовый состав: белые — 98,2 %, коренные американцы — 0,6 %.
Население города по возрастному диапазону по данным переписи 2010 года распределилось следующим образом: 17,1 % — жители младше 21 года, 47,5 % — от 21 до 65 лет и 35,4 % — в возрасте 65 лет и старше. Средний возраст населения — 58,0 лет. На каждые 100 женщин в Арденхерсте приходилось 105,0 мужчин, при этом на 100 совершеннолетних женщин приходилось уже 106,1 мужчин сопоставимого возраста.
Из 76 домашних хозяйств 73,7 % представляли собой семьи: 68,4 % совместно проживающих супружеских пар (11,8 % с детьми младше 18 лет); 2,6 % — женщины, проживающие без мужей, 2,6 % — мужчины, проживающие без жён. 26,3 % не имели семьи. В среднем домашнее хозяйство ведут 2,16 человека, а средний размер семьи — 2,54 человека. В одиночестве проживали 23,7 % населения, 11,9 % составляли одинокие пожилые люди (старше 65 лет).
В 2014 году из 154 человек старше 16 лет имели работу 65. В 2014 году медианный доход на семью оценивался в 54 792 $, на домашнее хозяйство — в 54 107 $. Доход на душу населения — 25 471 $ в год.